# حمض 3،2-ثنائي مركبتو-1-بروبان السلفونيك
حمض 3،2-ثنائي مركبتو-1-بروبان السلفونيك (يعرف اختصاراً DMPS) هو مركب كيميائي صيغته C3H8O3S3، وهو عامل استخلابي (أو ممخلب)، أي أنه يشكل معقدات تناسقية مع العديد من الفلزات الثقيلة، لذلك يجد له استخداماً ضمن أنواع الترياق في العلاج بالاستخلاب؛ وخاصة ضد الزئبق.
طور المركب أول مرة سنة 1956، ووجد له استخدام في مجال التعقيد مع الفلزات الثقيلة عند التسمم بها، حيث ظهرت تأثيراته الواقية في هذا المجال، حيث أنه يطيل من فترة النجاة مما يمكن من العلاج اللاحق.